# Озерников, Леонтий Владимирович
Леонтий Владимирович Озе́рников (6 августа 1949, Иркутск — 7 сентября 2020, Москва) — советский и российский художник, скульптор и дизайнер, эксперт в сфере музейно-выставочного проектирования. Член Московского Союза художников, член правления Гильдии художественного проектирования России.

## Биография
Родился в Иркутске в 1949 году в семье театрального художника Владимира Озерникова (1919—2000), служившего в театре имени Луначарского, и драматической актрисы Галины Петровны Савиновой (1923—1986). В 1955 году семья переехала на постоянное жительство в Севастополь.
В 1973 году окончил факультет промышленного искусства Московского высшего художественно-промышленного училища и начал работать художником-конструктором в Специальном художественно-конструкторском бюро Минлегмаша СССР. С 1975 года работал художником на Комбинате декоративно-оформительского искусства Московского Союза художников, тогда же начал принимать участие в российских и международных выставках изобразительного и декоративно-прикладного искусства. C 1979 года член Московского Союза художников.
С 1977 года стал специализироваться в сфере музейно-выставочного проектирования. Первые годы Озерников работал под руководством Евгения Розенблюма, создавая экспериментальные выставки в музее Маяковского  («Маяковский и лубок», «10 дней из жизни Маяковского», «Маяковский и производственное искусство»), что помогло его становлению как мастера экспозиционной деятельности.
Совместно с Владимиро-Суздальским музеем-заповедником реализовал более 15 проектов постоянных экспозиций и временных выставок, среди которых музей «Православие и атеизм во Владимирском крае» в Успенском Княгинином монастыре (1986), обновлённая экспозиция музея «Старый Владимир» (2009), Музей хрусталя имени Мальцовых, выставки «Минувших дней очарованье…», «История Суздаля», «Сплетение Судеб» (2003) и другие.
Со многими художниками приходилось за долгие годы работать музею. Но лучшие экспозиции во Владимире и Суздале сделаны Леонтием Владимировичем Озерниковым: образные, полные богатейшей фантазии этого художника.Бывший директор ВСМЗ Алиса Аксёнова
В 1984 году в отреставрированном храме Архангела Михаила на Студёной горе во Владимире был открыт музей «Часы и время», который в 1986 году был признан лучшим музеем РСФСР. Вписывая экспозицию музея в здание бывшей церкви, Озерников поднял выставку коллекции приборов для измерения времени до уровня философского размышления о человеке, жизни и смерти, времени и пространстве, сохранив восприятие ценности архитектурного памятника.
...место «тяжелой» наукообразной концепции занял трехстраничный перечень провинциальной коллекции часов, которая могла бы вся целиком разместиться в небольшой мастерской художника. Опираясь на директивную идею типа «делай то не знаем что», Л. Озерников сочинил любопытнейшее философско-поэтическое произведение, состоящее из шести условных пьес, посвященных Временности и Вечности, механической   материи и человеческой духовности на разных этапах нашего бытия. Именно в этой экспозиции метафорические скульптуры Озерникова первый и, к сожалению, последний раз выполняли не только функции специально созданных экспонатов, но и играли роль условных «витрин», раскрывающих
философский смысл железных конструкций, отсчитывающих мгновения жизни.к. и. н. Тарас Поляков
С 1986 года Озерников — автор художественных решений первой экспозиции «Пушкин и декабристы» в Музее Декабристов в Москве (бывший филиал ГИМа), находившегося в усадьбе Муравьёвых-Апостолов на Старой Басманной улице, Музея Ф. М. Достоевского (г. Новокузнецк, 1996),  Музея «Татнефть», выставки «Зингер в России» (г. Виттенберге).
Сотрудничал с музеем музыкальной культуры имени Глинки, музеем А. С. Пушкина (1999), музеем современной истории России, Политехническим музеем (выставка «Русской школе инженеров 125 лет»), Новгородским музеем-заповедником, Раменским историко-художественным музеем и другими российскими музеями. Представил свои инсталляции на выставках в Нью-Йорке, Оттаве, Мехико, Берлине, Гамбурге, Дюссельдорфе, Пекине, Токио и Мадриде. Являлся членом авторского коллектива по созданию экспозиции Музея Хо-Ши-Мина в Ханое. Создал декорации к балету Сергея Рахманинова «Мадам Бовари» с участием Илзе Лиепа, поставленному в Большом театре.
В 2009 году стал автором художественных инсталляций для музея «Коломенская пастила» в Подмосковье, а также выставки «Великий князь Тавриды — Г. А. Потемкин. Эпоха и личность» в музее-заповеднике «Царицыно». В этом же году Озерников завершил работу над созданием художественного решения музея «Дом Гоголя» в Москве, открытого к 200-летию со дня рождения писателя. В своих инсталляциях мастер воплотил замысел музейной экспозиции, в котором подлинный предмет должен выражать «душу» мемориального пространства. В прихожей таким предметом служит «сундук странствий», в гостиной — камин, в кабинете писателя — конторка, в зале «Ревизора» — кресло, в комнате памяти Гоголя — его посмертная маска.
В 2010-е годы Леонтий Озерников являлся автором художественного проекта «Музейный цех фарфора» Музея художественной культуры Новгородской земли, Музея Ингосстраха (2011), работал над полным обновлением экспозиции Музея-гуманитарного центра «Преодоление» имени Н. А. Островского (2013), автор экспозиции «8 чудес света» в обновленном Московском планетарии.
В 2018 году разработал проект по реконструкции школьного историко-краеведческого музея «Наследие» в поселке Уршельский, Гусь-Хрустального района.
10 декабря 2018 года на площади Свободы в городе Гусь-Хрустальный состоялось открытие мемориальной доски на здании, в которой ранее располагалась Образцовая комната Гусевского хрустального завода, и где в 1956 году побывал Александр Солженицын. Автором доски, а также художником-оформителем Солженицынского зала в местной библиотеке стал Л.В. Озерников
Руководил творческим коллективом, разрабатывающим художественное решение основной экспозиции мемориального музея Виктора Степановича Черномырдина в Оренбургской области.
В 2019 году работал над экспозицией музея Театра Российской армии, открывшегося для широкой публики к 90-летию театра. В музее — вся жизнь театра, эпохи разделены кулисами. Центральной композицией художник сделал актёрскую гримёрную.
Одним из последних проектов Леонтия Озерникова стало создание собственной художественной выставки — дизайн-мистерии «Музей Бессонницы», которой он посвятил около 15 лет. Выставка с успехом экспонировалась в городах России и за рубежом. В её пространстве были представлены объекты и инсталляции, которые имели собственное название и легенду («Сивилла-предсказательница», стимпанковые «Роботесса и шут», «Беременная Амазонка») и погружали зрителя в особенную визуальную среду, где мысли творца материализуются и вступают с ним в диалог.
Музей бессонницы — этой мой музей-мечта. Это даже не музей, а музеон, пространство муз, передвижная выставка. Мечтаю найти компаньона, чтобы создать такой клуб-музей, где можно будет приглашать людей на поэтические турниры, лекции по философии, физиологии, разным течениям человеческих знаний. Хочу показать людям, что настоящее счастье заключается в том, чтобы любить окружающий мир больше самого себя, преодолеть свой проклятый эгоизм. И вот с такой любовью стареть, а с верой и надеждой умирать. Вот, собственно, такой мой скромный завет.Леонтий Озерников
Скончался в Москве 7 сентября 2020 года. Похоронен рядом с родителями, на новом городском кладбище Севастополя.

## Награды и премии
- Золотая медаль Российской Академии Художеств РФ
- Медаль За заслуги» Республики Вьетнам
- Медаль «Николай Васильевич Гоголь» (2009)[38][39]
- Премия Святого Александра Невского

## Внешние ссылки
- Леонтий Озерников – Юбилей – Amicability – 70 лет бессонницы // Моя столица. 2019. 10 августа
- Леонтий Озерников и «Бархатное подполье»
- Музей БЕССОННИЦЫ – Леонтий Озерников
- Союз женских сил – художник Леонтий Озерников // Союз женских сил. 2017. 6 марта.
- Мистическое и профаническое в искусстве // BALANCE-TV.RU. 2014. 16 апреля.
- Музей бессонницы // 6tv33. 2013. 13 декабря.